# Приближение грозы
«Приближение грозы» — картина английского художника Джорджа Морленда из собрания Государственного Эрмитажа.
На картине в левой части изображён всадник, поящий двух лошадей из лужи, рядом с ним собака. За всадником из-за кустов виден деревенский дом. В правой части картины написаны деревья, согнутые сильным порывом ветра. На небе — грозовые облака с просветом. Справа, на срезе лежащего ствола, стоит подпись художника и дата: G. Morland 1791.
В давние времена картина получила значительные повреждения: в правой части имелся прорыв холста (20 × 20 см) и по центру картины была глубокая царапина длиной 30 см. Холст был дублирован, разрывы и царапина зареставрированы ещё в XIX веке.
Как следует из авторской подписи картина написана в 1791 году, её ранняя история не установлена. В творчестве Морленда есть несколько картин с вариациями сюжета надвигающейся грозы. На выставках Королевского общества британских художников он в том же 1791 году показывал парные картины «Шторм на море» и «Гроза», в следующем году выставлялась картина «Грозовой пейзаж с фигурами». Какая именно из этих двух картин впоследствии оказалась в собрании Ферзена — не установлено.
В середине XIX века картина находилась в собрании обер-егермейстера П. К. Ферзена, обстоятельства её приобретения не выяснены. На выставке 1861 года в Санкт-Петербурге она была показана под названием «Ландшафт: ветреное время». После смерти Ферзена картина оставалась в его семье, после Октябрьской революции была национализирована и в 1919 году через Государственный музейный фонд была передана в Эрмитаж. Выставляется в Зимнем дворце в зале 299.

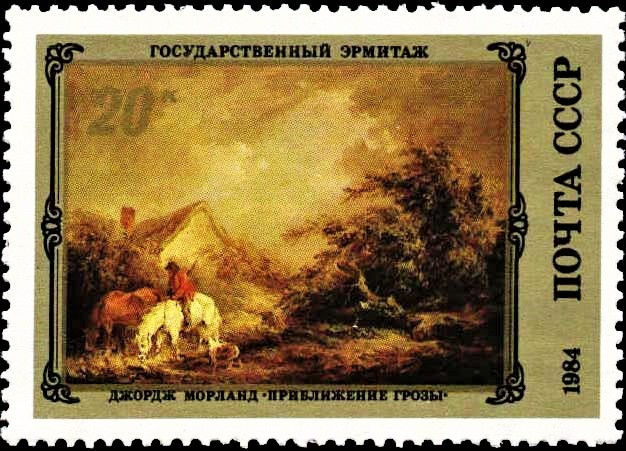
«Приближение грозы» на почтовой марке СССР № 5485. 1984 год. Серия «Шедевры Эрмитажа. Английская живопись»

Советский искусствовед старший научный сотрудник Отдела западноевропейского искусства Государственного Эрмитажа Л. А. Дукельская, описывая картину, отмечала:

Эрмитажный пейзаж «Приближение грозы» принадлежит к числу лучших работ художника. В ней Морленд стремится не запечатлеть «портрет» местности, а передать то настроение тревоги и смятенности, которое охватывает природу и человека в предгрозовые мгновения.
…Он пишет это полотно свободно, нанося краску лёгкими, текучими мазками, тонко разрабатывает красочную гамму, благодаря чему в картине нет той «заземлённости» и прозаичности, которая свойственна большинству работ Морленда.

В 1984 году Министерством связи СССР была выпущена почтовая марка с репродукцией этой картины, номинал марки — 20 копеек (№ 5485 по каталогу ЦФА).
В 1935 году в Стокгольме через посредство аукционной фирмы Буковского продавалась картина Морленда крайне близкая по размерам (83 × 116 см), композиции и сюжету эрмитажной работе: фигуры всадника с собакой и согнутого дерева из левой части почти полностью совпадали с эрмитажной картиной, главные отличия — отсутствует дом и по-другому изображены облака.